# Britfunk
Britfunk is een muziekgenre dat in de late jaren 70 is ontstaan als Brits antwoord op de r&b/discotrends uit de Verenigde Staten en begin jaren 80 op zijn populairst was. Het genre dankt zijn naam aan de club-dj's en de invloedrijke columns die journalist James Hamilton destijds schreef voor het blad Record Mirror.

## Achtergrond
Britfunk komt voort uit de zuid-Engelse muziekscene en werd grotendeels vormgegeven door muzikanten van Afro-Caribische afkomst op zoek naar een eigen identiteit. Zodoende vermengden zij soul, funk, jazz en disco met pop-, punk- en reggaeinvloeden. Groepen als Hi-Tension (met de latere soloartiest Phil Fearon als percussionist en zanger) en Light of the World (waarin gitarist Jean-Paul 'Bluey' Maunick was begonnen voordat hij Incognito oprichtte) vervulden een voortrekkersrol door met hun eigen accenten te zingen in plaats van zich voor te doen als Amerikanen; dit in tegenstelling tot de Britse groepen die in de vroege jaren zeventig o.a. in nachtclubs en op Amerikaanse legerbases optraden. Volgens Maunick sloegen de Londense clubs erin om "zwarte en blanke jongeren samen te brengen in een omgeving waar ze zichzelf konden zijn.", en zodoende de raciale muren te verslechteren waarmee hij was opgegroeid.
Light of the World speelde in 1980 op Knebworth tijdens een Britfunk-festival voor een 12,000-koppig publiek; Hi-Tension werkte mee aan een proefuitzending van de BBC voor een Britse versie van het programma Soul Train, maar Black Current kreeg geen vervolg.
Britfunk brak pas door toen popacts als Haircut 100 en Wham! het omarmden en daarmee zichzelf op de kaart zetten. Het beginnende Spandau Ballet bezocht Light of the World in de oefenruimte en vroeg om advies. Dit resulteerde in Chant No. 1, een verwijzing naar de spreekkoren (chants) die vanuit de glamrock en het voetbal waren overgewaaid. De blazers van Beggar & Co (dat zelf een hit scoorde met Somebody Help Me Out) speelden mee op deze instant-klassieker en gingen daarna ook met anderen samenwerken.
Verder succes was er onder meer voor Linx (met zanger David Grant) en Central Line (Walking Into Sunshine) die over liefde en sociaal-politieke onderwerpen zongen. De weinige vrouwelijke acts voegden een dosis soul toe aan de funky melodieën. Ook was het voor de clubs gebruikelijk om de bewuste bands in combinatie met een dj te boeken; dit zorgde voor een open en intieme ruimte op de dansvloer. 
In 2017 vormden ex-leden van Hi-Tension, Light of the World en Beggar & Co de revivalband (The Brit Funk Association) waarmee ze een samengesteld repertoire brachten.